# Naisey-les-Granges
Naisey-les-Granges è un comune francese di 734 abitanti situato nel dipartimento del Doubs nella regione della Borgogna-Franca Contea.

## Società

### Evoluzione demografica
Abitanti censiti